# Projekt MKULTRA

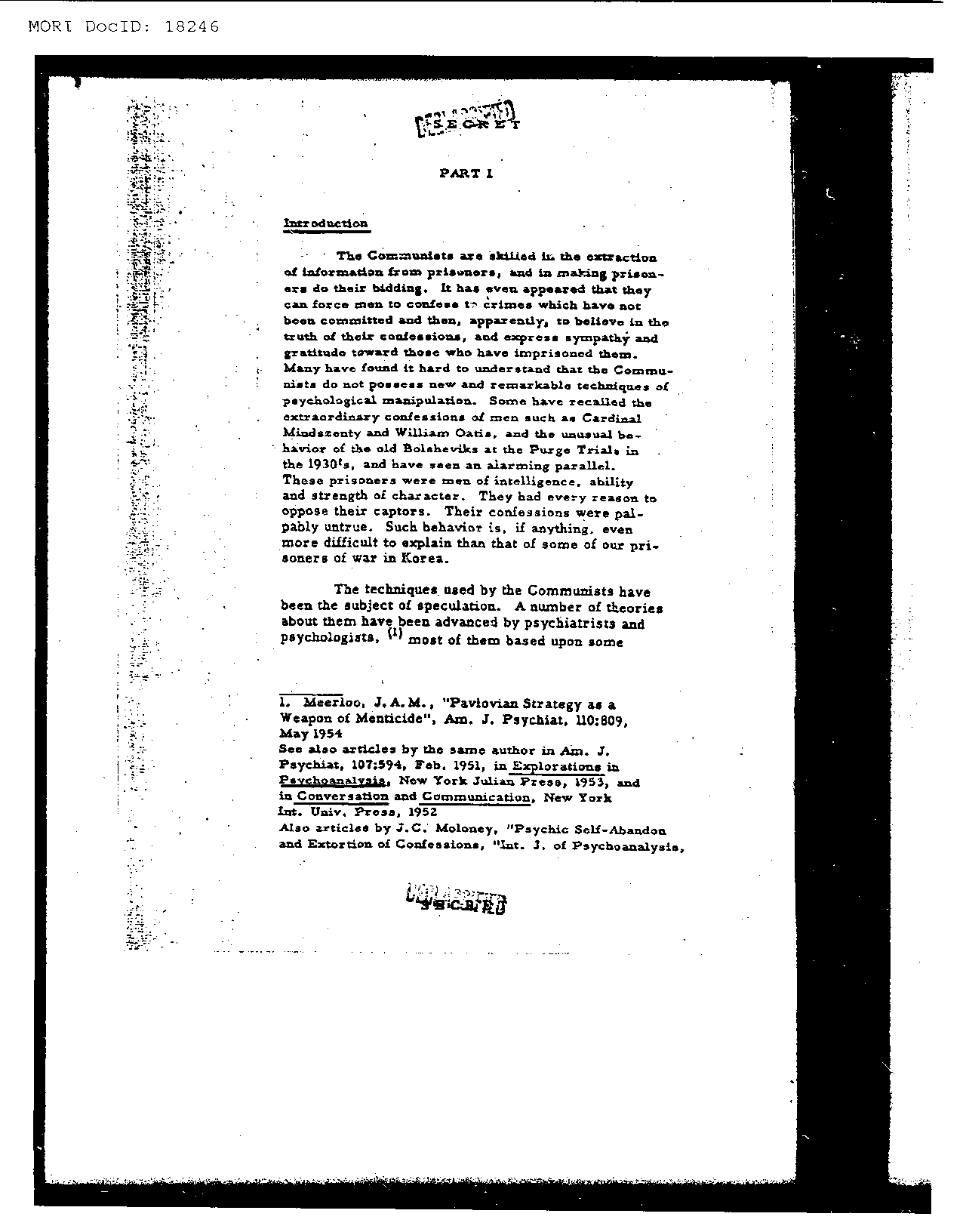
Zveřejnění projektu MKULTRA

Projekt MKULTRA je kódové jméno pro projekt CIA s několika cíli, z nichž většina zkoumala metody psychické manipulace lidí. Mezi ně patřily:
- ovlivňování myšlení pomocí drog
- hypnóza
- izolace a senzorická deprivace
- verbální a sexuální zneužívání
- různé formy mučení
- vývoj látek schopných manipulovat lidský mozek a vědomí

Výzkum byl velmi rozsáhlý – vedlo jej 80 institucí, včetně 44 univerzit, stejně jako nemocnice, věznice a farmaceutické společnosti. CIA výzkum v těchto institucích ovládala přes organizace působící jako zástěrka za tento program, nicméně někteří jedinci ve vedení těchto zařízení o skutečnosti, že je výzkum řízen CIA, věděli.
Pod dohledem Alana Dullesse jej řídil a měl na starost Sidney Gotlieb. V rámci projektu byl prováděn výzkum na nic netušících osobách v USA a v Kanadě, při němž jim mimo jiné byly podávány drogy, jako např. LSD.
Program byl tajný a z vícero důvodů neústavní a ilegální. Poté, co vypluly na povrch informace o něm, byla veřejnost pobouřena.

## Původ projektu
Na počátku 40. let 20. století prováděli nacističtí vědci pracující během druhé světové války v koncentračních táborech Osvětim a Dachau pokusy s výslechy na lidech. Při pokusech prováděných na polských, ruských, ukrajinských, židovských a dalších národnostních válečných zajatcích byly používány látky jako barbituráty, deriváty morfinu a halucinogeny, například meskalin. Cílem těchto pokusů bylo vyvinout sérum pravdy, které by podle slov jednoho z laborantů dachauského vědce Kurta Plötnera „odstranilo vůli zkoumané osoby“. Americký historik Stephen Kinzer uvedl, že projekt CIA byl pokračováním těchto dřívějších nacistických experimentů, o čemž svědčí i to, že MKUltra používala meskalin na nevědomých subjektech, což již dříve provedli nacističtí vědci v Dachau.
Americký zájem o experimenty s výslechy spojené s drogami začal v roce 1943, kdy Úřad pro strategické služby (Office of Strategic Services) začal vyvíjet „drogu pravdy“, která by u vyslýchané osoby vyvolala „neomezenou pravdomluvnost“. V roce 1947 zahájilo americké námořnictvo projekt CHATTER, výslechový program, v jehož rámci se poprvé testovalo LSD na lidech.
V roce 1950 zahájila Ústřední zpravodajská služba pod vedením generála Waltera Bedella Smithe sérii projektů výslechů na lidech, počínaje projektem Bluebird, který byl 20. srpna 1951 oficiálně přejmenován na projekt Artichoke. Řídil ho a dohlížel na něj brigádní generál Paul F. Gaynor, bylo cílem projektu Artichoke zjistit, zda lze jednotlivce přimět k nedobrovolnému vykonání pokusu o atentát. Nevědomým agentům CIA byly podávány morfin, meskalin a LSD ve snaze vyvolat u pokusných osob amnézii. Kromě toho bylo cílem projektu Artichoke využít některé viry, jako je horečka dengue, jako potenciální zneschopňující látky.

## Cíle a vedení
Projekt vedl Sidney Gottlieb, ale začal až na příkaz ředitele CIA Allena Dullese 13. dubna 1953. Jeho cílem bylo vyvinout léky na ovládání mysli, které by se používaly proti sovětskému bloku v reakci na údajné sovětské, čínské a severokorejské použití technik ovládání mysli na amerických válečných zajatcích během korejské války. CIA chtěla podobné metody použít i na své vlastní zajatce a měla zájem manipulovat pomocí těchto technik se zahraničními vůdci, přičemž vymyslela několik plánů na omámení Fidela Castra. Často prováděla experimenty bez vědomí a souhlasu pokusných osob. V některých případech byli akademičtí výzkumníci financováni prostřednictvím grantů krycích organizací CIA, ale nevěděli, že CIA jejich práci využívá k těmto účelům.
Projekt se pokoušel o výrobu dokonalého séra pravdy pro výslechy podezřelých sovětských špionů během studené války a o zkoumání dalších možností ovládání mysli. Podprojekt 54 („Dokonalý otřes“ nebo „Perfect Concussion") byl přísně tajný program námořnictva, který měl pomocí subaurálních frekvenčních výbuchů vymazat paměť; program nebyl nikdy realizován.
Většina záznamů MKUltra byla v roce 1973 na příkaz ředitele CIA Richarda Helmse zničena, takže pro vyšetřovatele bylo obtížné získat úplnou představu o více než 150 financovaných výzkumných podprojektech sponzorovaných programem MKUltra a souvisejícími programy CIA.
Agentura vložila miliony dolarů do studií zkoumajících způsoby ovlivňování a ovládání mysli a zvyšování schopnosti získávat informace z odolných subjektů během výslechů. Někteří historici tvrdí, že jedním z cílů MKUltra a souvisejících projektů CIA bylo vytvořit subjekt ve stylu mandžuského kandidáta, tedy člověk nad kterým budou mít naprostou kontrolu. Americký historik Alfred W. McCoy tvrdí, že CIA se snažila zaměřit pozornost médií na tento druh „směšných“ programů, aby veřejnost nevěnovala pozornost primárnímu cíli výzkumu, kterým byly účinné metody výslechu.

## Chronologie
Projekt byl spuštěn na začátku 50. let, pravděpodobně již v roce 1950. Z dokumentů, které se dostaly na veřejnost, se můžeme dozvědět, že projekt byl v roce 1953 oficiálně schválen, v roce 1964 redukován ve svém rozsahu, v roce 1967 ještě více omezen na rozpočtu a v roce 1973 oficiálně zastaven. Ve stejném roce nařídil Richard Helms, tehdejší ředitel CIA, zničit velkou část dokumentů o tomto programu.
V letech 1974–1975, v důsledku aféry Watergate, se však v tisku objevily zprávy o MKULTRA a dalších ilegálních aktivitách CIA, včetně pokusů na lidech, což vyústilo v rozsáhlý skandál a vyšetřování. Vyšetřování prováděla komise prezidenta Forda (Rockefeller Commission), která zveřejnila některé informace o nezákonném postupu CIA proti občanům USA, např. porušování listovního tajemství, o projektu MKULTRA a některé materiály, které měly vyvrátit spekulace o zapletení CIA do atentátu na Kennedyho. Výsledná zpráva komise však nebyla uspokojivá a proto vznikl opoziční vyšetřovací orgán, senátní výbor pod vedením demokratického senátora Franka Churche (Church Committee). V roce 1977 byl vznesen požadavek k CIA na dodání dokumentace o MKULTRA (v rámci zákona Freedom of Information Act); na povrch se tak dostalo cca 20 tisíc stránek dokumentů, které nebyly v roce 1973 zničeny. Poznatky z těchto dokumentů vedly k několika senátním slyšením.

V roce 1979 John Marks ve své knize The Search for the Manchurian Candidate napsal:
Než program MKULTRA v roce 1963 v podstatě skončil, výzkumní pracovníci agentury nenašli žádnou spolehlivou cestu k vymývání mozku jinou osobou. „Všechny experimenty v určité fázi vždy selhaly“, řekl veterán agentury MKULTRA, „protože subjekt se z nějakého důvodu zaseknul, nebo trpěl amnesií nebo katatonií.“ Úředníci agentury zjistili, že by mohli vytvářet „pomatence“ (doslova „zeleninu“) bez jakéhokoliv provozního využití.
V roce 1985 Nejvyšší soud, který se MKULTRA také zabýval, prohlásil:
[Projekt MKULTRA se zabýval] výzkumem a vývojem chemických, biologických a radiologických materiálů schopných zapojení v tajných operacích k ovládání lidského chování. Program sestával ze 149 subprojektů, které [Ústřední zpravodajská] agentura [CIA] nasmlouvala různým univerzitám, výzkumným nadacím a podobným institucím. Spolupracovalo nejméně 80 institucí a 185 soukromých výzkumníků. Protože agentura [CIA] platila MKULTRA nepřímo, nebylo mnohým spolupracujícím jedincům známo, že s ní jednají.

V červenci 2001 byla zbylá dokumentace k programu MKULTRA oficiálně odtajněna.